# Mixage
Mixage è una serie di compilation musicali, considerata un'"icona" degli anni ottanta. Furono pubblicate dalla Baby Records e distribuite dalla C.G.D. Messaggerie Musicali. I dischi erano dei DJ mix in stile Italo disco, mixati da Massimo Noè e Pino Santapaga ai Baby Studios di Milano. Le copertine furono disegnate e firmate da Enzo Mombrini e stampate da Graphyche Magica 2000 di Milano. Vennero pubblicate periodicamente dieci compilation dal 1983 fino al 1987: ogni anno usciva un disco estivo e uno invernale.
Tutti gli album, eccetto Mixage happy new year, si chiamano semplicemente Mixage senza numero progressivo o indicazioni di stagione.

## Anni 80
La prima compilation fu pubblicata nell'estate del 1983 ed ebbe subito un grande successo, mantenendo per diverse settimane la prima posizione nella classifica Italiana degli album più venduti. Nell'inverno dello stesso anno uscì il secondo disco, anch'esso primo in classifica per diverse settimane. In definitiva le prime tre compilation riuscirono ad aggiudicarsi la prima posizione in classifica per diverse settimane, mentre le restanti raggiunsero comunque la top ten.
La fortuna dei dischi fu dovuta, oltre che dalla scelta dei brani di successo, anche dal fatto che le compilation erano dei veri e propri DJ mix (realizzati dai DJ Massimo Noè e Pino Santapaga) di brani Italo disco, molto in voga in quegli anni, toccando l'apice proprio nel periodo 1983-87. Inoltre il disco veniva molto pubblicizzato tramite spot pubblicitari in TV.
Verso la fine del 1987 uscì Mixage Happy New Year, dopodiché, a causa di nuovi interessi (produzioni televisive e coproduzioni internazionali) della Baby Records, la compilation non ebbe più seguito.

## Anni 2000
Verso gli anni 2000 ci fu un ritorno alla musica degli anni ottanta con la rinascita del genere Italo disco, di conseguenza nel 1999 il management della Baby Records International decise di pubblicare una nuova compilation Mixage distribuita dalla RTI Music. Il nuovo disco venne considerato il seguito delle storiche edizioni e riuscì ad ottenere un discreto successo in classifica.
Vennero poi pubblicate altre compilation, distribuite dalla Sony Music Entertainment Italy S.p.A. fino al 2001, che non ebbero però tanto successo.

## Compilation

### Compilation pubblicate dalla Baby Records
1. Mixage '83 Estate
2. Mixage '83 Inverno
3. Mixage '84 Estate
4. Mixage '84 Inverno
5. Mixage '85 Estate
6. Mixage '85 Inverno
7. Mixage '86 Estate
8. Mixage '86 Inverno
9. Mixage '87 Estate
10. Mixage '87 Inverno (Mixage Happy New Year)

### Compilation pubblicate dalla Baby Records International

#### Distribuite dalla RTI Music
- Mixage (La colonna sonora della tua estate) (estate 1999)

#### Distribuite dalla Sony Music Entertainment Italy S.p.A.
- Mixage (The Power of Mixage)
- Mixage Dance 2000 (The Power of Mixage)
- Mixage Disco Estate Compilation
- Mixage 2001

## Classifiche di fine anno

### Classifica Italiana
| Compilation        | Anno | Posizione | Max Posizione |
| ------------------ | ---- | --------- | ------------- |
| Mixage '83 Estate  | 1983 | 10        | 1             |
| Mixage '83 Inverno | 1984 | 14        | 1             |
| Mixage '84 Estate  | 1984 | 8         | 1             |
| Mixage '84 Inverno | 1985 | 44        | 6             |
| Mixage '85 Estate  | 1985 | 33        | 6             |
| Mixage '85 Inverno | 1985 | 69        | 9             |
| Mixage '86 Estate  | 1986 | 31        | 2             |
| Mixage '87 Estate  | 1987 | 64        | 13            |
| Mixage '99         | 1999 | 88        | 8             |